# Mill Brook (dopływ Beaver Brook)
Mill Brook – strumień (brook) w kanadyjskiej prowincji Nowa Szkocja, w hrabstwie Colchester, płynący w kierunku północno-zachodnim i uchodzący do Beaver Brook; nazwa urzędowo zatwierdzona 29 kwietnia 1941.